# Майон
Майон (филипински: Bulkang Mayon, испански: Monte Mayón) е активен вулкан на територията провинция Албай в Биколския регион на остров Лусон във Филипините. Представлява стратовулкан с височина 2463 м. Известен е с факта, че има формата на почти перфектен конус. Вулканът, заедно със заобикалящата го площ, е провъзгласен за национален парк на 20 юли, 1938 г. – първият в страната. Според местния фолклор вулканът е кръстен на легендарната принцеса Дараганг Магайон (букв. Красивата девойка). Многобройни фестивали и ритуали са свързани с вулкана и неговия пейзаж. Той е в центъра на Албайския биосферен резерват, обявен от ЮНЕСКО през 2016 г.

## Местонахождение
Майон е основна забележителност и най-висока точка в провинцията Албай и целия Биколски регион във Филипините, издигащ се на 2463 метра, на около 10 км от бреговете на Албайския залив. Географски, вулканът е поделян от осем града и общини на Легаспи, Дарага, Камалиг, Гуинобатан, Лигао, Табако, Малилипот и Санто Доминго.

## Геоморфология
Майон е класически стратовулкан с малък централен кратер. Конусът се счита за най-перфектно оформения вулкан в света заради неговата симетрия, който се е образувал чрез слоеве от потоци лава и пирокластични удари от минали изригвания и ерозия. Горните склонове на базалто-андезитния стратовулкан са стръмни, средно 35 – 40 градуса.
Подобно на други вулкани около Тихия океан, Майон е част от Тихоокеанския огнен пръстен.

## Изригвания
Вулканът е и един от най-активните във Филипините. Изригвал е над 47 пъти през последните 500 години. Първото изригване, за което съществува разширена документация, е шестдневното събитие от 20 юли 1766.

### Изригване от 1814
Най-разрушителното изригване на Майон настъпва на 1 февруари 1814 г. (ВЕИ=4). Лава тече, но сравнително по-малко от изригването през 1766. Вулканът избухва в тъмна пепел и в крайна сметка бомбардира град Кагасауа с тефра, която я заравя. Дървета изгарят, а реките със сигурност са повредени. Непосредствените области също са опустошени от изригването, като пепелта се натрупва на дълбочина до 9 м. Смята се, че изригването е допринася за натрупването на атмосферна пепел заедно с катастрофалното изригване на други вулкани през 1815 като индонезийския вулкан Тамбора, водещи до Годината без лято през 1816 година.

### Изригване от 1881 – 1882
От 6 юли 1881, до приблизително август 1882, Майон претърпява силно изригване (ВЕИ=3).

### Изригване от 1897
Най-дългото непрекъснато изригване на Майон настъпва на 23 юни 1897 г. (ВЕИ=4), където седем дни бълва огън. Лава отново се стича към цивилизацията. Единадесет километра на изток, село Бакакай е погребано на 15 м под лавата. В Санто Доминго 100 души са убити от пара и падащи отломки или горещи скали. Пепелта се пренася в черни облаци до 160 километра от катастрофалното събитие, в което са убити повече от 400 души.

### Изригвания от 1984 и 1993
Не са регистрирани жертви от изригването през 1984, след като повече от 73 000 души са евакуирани от опасните зони, както е препоръчано от учените на PHIVOLCS. Но през 1993 пирокластичните потоци убиват 75 души, главно фермери, по време на изригването.

### Изригване от 1999
На 22 юни 1999 г. Майон излъчва колона пепел, която се издига на 7 – 10 км над отвора. Емисията е записана от сеизмичната мрежа на Филипинския институт по вулканология и сеизмология като експлозия, която продължава 10 минути. Не са наблюдавани вулканични земетресения и други видими признаци на анормална активност преди експлозията.